# Aus Deutschlands Ruhmestagen 1870/71
Aus Deutschlands Ruhmestagen 1870/71 ist ein nationalpatriotischer, deutscher Historien-Stummfilm aus dem Jahre 1913. Regie führte Franz Porten.

## Handlung
In bilderbuchartiger Gestaltung werden die Vorgänge geschildert, die zum Deutsch-Französischen Krieg 1870 führten, beginnend mit der Emser Depesche und endend mit der Niederlage Frankreichs und der Krönung König Wilhelms von Preußen zum ersten Deutschen Kaiser des sogenannten „Zweiten Reichs“.
Die Geschichte beginnt mit der Begegnung Wilhelms mit dem französischen Botschafter Benedetti in Bad Ems. Bei seiner Rückkehr nach Berlin wird der preußische Monarch vom Volk triumphal gefeiert. Nach der von Otto von Bismarck provozierten französischen Kriegserklärung an Preußen setzen sich dessen Truppen gen Westen in Gang. Schlacht auf Schlacht liefern sich Franzosen und Deutsche; gezeigt wird die Erstürmung des Friedhofs von Saint Privat, der Kampf auf den Spicheren Höhen, die Schlachten bei Wörth und Gravelotte und schließlich die Kapitulationsverhandlung mit dem bei Sedan eingeschlossenen Franzosenkaiser Napoleon III. Ein Höhepunkt ist die Unterwerfungsgeste Napoleons vor Wilhelm im Schloss Bellevue. Dann tritt der Monarch seinen schweren Gang in die Kriegsgefangenschaft an.
Währenddessen ist in Paris die Republik ausgerufen worden, doch die kriegerischen Ereignisse setzen sich noch eine Weile fort. Die großen militärischen Erfolge verleiten Bismarck dazu, seinem preußischen König die deutsche Kaiserkrone anzutragen. Nach einigen Verhandlungen mit weiteren deutschen Monarchen kommt es schließlich zur feierlichen Kaiser-Proklamation im Spiegelsaal des Schloss Versailles. In der Schlussszene nimmt der neu bestallte deutsche Kaiser Wilhelm I. von seinem Schloss „Unter den Linden“ die Huldigungen seiner Berliner entgegen.

## Produktionsnotizen
Aus Deutschlands Ruhmestagen 1870/71 entstand im Frühling 1913 im Mutuskop-Filmatelier in Berlin-Lankwitz, passierte die Zensur am 27. Mai 1913 und erlebte seine deutsche Erstaufführung am 14. Juni 1913. In Österreich-Ungarn wurde der Film, den man erstmals am 20. Mai 1913 im Rahmen einer Filmschau ansichtig werden konnte, auch unter dem Titel Napoleon III. und Wilhelm I. vertrieben. Aus Deutschlands Ruhmestagen 1870/71 war drei Akte lang und besaß eine Länge von lediglich 778 Metern. Bei der Neuzensurierung im März bzw. April 1925 musste der Film auf 667 bzw. 671 Meter heruntergekürzt werden.

## Zeitliche und politische Einordnung
Aus Deutschlands Ruhmestagen 1870/71 war der letzte Teil eines dreiteiligen Zyklus national-patriotischer Filme, die Franz Porten 1912/13 für die Deutsche Mutuskop und Biograph GmbH inszenierte. Zuvor hatte er Regie bei Theodor Körner und dem ambitionierten wenngleich sehr pathetisch ausgefallenen Dreiteiler Der Film von der Königin Luise geführt. Seine Abschlussarbeit war wohl die am wenigsten aufwendige Arbeit. Bei allen drei Filmen stand ihm der aufstrebende Kameramann Werner Brandes zur Seite.
Dieser Film ist ein typisches Zeitprodukt des ausgehenden Wilhelminismus. In Deutschland wie in Österreich-Ungarn jährten sich kurz vor Ausbruch des Ersten Weltkriegs die hundertjährigen Jubiläen anlässlich der Befreiung Mitteleuropas vom napoleonischen Besatzungs- und Kriegsterror. Bereits 1909 entstand ein noch recht laienhafter Kurzfilm über den Tiroler Freiheitshelden Andreas Hofer, vier Jahre später inszenierte Carl Froelich ein weitaus ambitionierteres Hofer-Werk unter dem Titel Tirol in Waffen. Die Österreicher erinnerten sich ihres Kampfes gegen Napoleon in Tirol mit einem ab Sommer 1912 hergestellten aufwendigen Film über den Hofer-Verbündeten Josef Speckbacher unter dem programmatischen Titel Speckbacher. 1913 entstand unter der Regie von Portens Körner-Darsteller Feher ein Loblied auf Major Schill unter dem Titel Das Blutgeld.
Franz Portens Aus Deutschlands Ruhmestagen 1870/71 spielt zwar nicht zur Zeit Napoleon Bonapartes, entstand jedoch durchaus im Fahrwasser jener nationalistischen Aufwallungen im Deutschen Reich Wilhelm II., die sich auch in besonderem Maße im Film kurz vor 1914 widerspiegelten. Doch es gab zur selben Zeit auch versöhnlichere Töne: Ausgerechnet Franz Portens Tochter Henny wirkte im selben Jahr 1913 in einem Film mit, der seine gleichfalls 1870 spielende Geschichte aus der Sichtweise des vorgeblichen „Erbfeindes“ Frankreich schilderte und dabei die Franzosen nicht verzeichnete: Der Feind im Land.

## Kritik
„Ein Stück Geschichte nationalen Ruhmes, deutscher Kraft und Einheit ist der Film „Aus Deutschlands Ruhmstagen“. Malerisch schöne Bilder mit Entfaltung militärischer Massen bringen die Zeit des Kampfes 1870 in Erinnerung (…) Unter Anlehnung an die Gemälde großer Meister aus dieser Zeit sind die Ereignisse wiedergegeben. (…) Tiefen Eindruck macht das Bild des Heldenkaisers, der sich an dem historischen Fenster beim Aufziehen der Schloßwache seinen Berlinern zeigt. Der Film unterscheidet sich vorteilhaft von ähnlichen Soldatenbildern durch eine ausgezeichnete Darstellung der Kämpfe und eine ausnahmslos festgehaltene geschichtliche Treue.“